# Günther Mancke
Günther Mancke (* 2. Mai 1925 in Düsseldorf; † 30. September 2020 in Weißenseifen) war ein deutscher Künstler und Kunstpädagoge.

## Leben
Günther Mancke wuchs in Düsseldorf auf und studierte, nach seiner Schulzeit am Gymnasium in der Prinz-Georg-Straße und den Kriegsjahren, an der Kunstakademie in Düsseldorf Grafik und Bildhauerei bei Ewald Mataré. Trotz der stilistischen Umbrüche der damaligen Zeit, vermittelte Mataré noch das handwerkliche Können als Grundvoraussetzung für den bildenden Künstler. Es galt der Kodex, dass im gestalterischen Prozess der Widerstand und Charakter des Materials zu erkennen und zu erfahren sei. Mancke gehörte der ersten Bildhauerklasse nach dem Zweiten Weltkrieg an. Zu seinen Kommilitonen zählten u. a. Antonia Berning, Irmgard Allendorff, Erwin Heerich und Joseph Beuys.
Mancke entwickelte in seiner Studienzeit in Düsseldorf mit Kommilitonen das Vorhaben, außerhalb der kriegszerstörten Zentren eine Künstlergemeinschaft zu bilden. Neben der bildenden Kunst sollten erweiterte Lebensbereiche durch künstlerische Prozesse gestaltet werden.
Durch seinen Schulfreund Udo van Meeteren lernte Mancke die Westeifel kennen. Anfangs wohnte Mancke in einem Jagdhaus. Durch „gemeinsame Besuche in Weißenseifen begeistere er auch andere...:Antonia Berning und Irmgard Allendorf“. 1948 erwarb Günther Mancke in Weißenseifen Grundstücke und ein Haus, das zur Urzelle der Künstlersiedlung wurde. Es folgten Kommilitonen wie die Malerin Antonia Berning (Antonia Berning-Stiftung) und Irmgard Allendorff. Der Düsseldorfer Weggefährte und Kommilitone Joseph Beuys war in der Anfangszeit oft Gast und Helfer in der Siedlung und 1951 folgte eine gemeinsame Reise der vier Künstler in die Schweiz.

## Werk

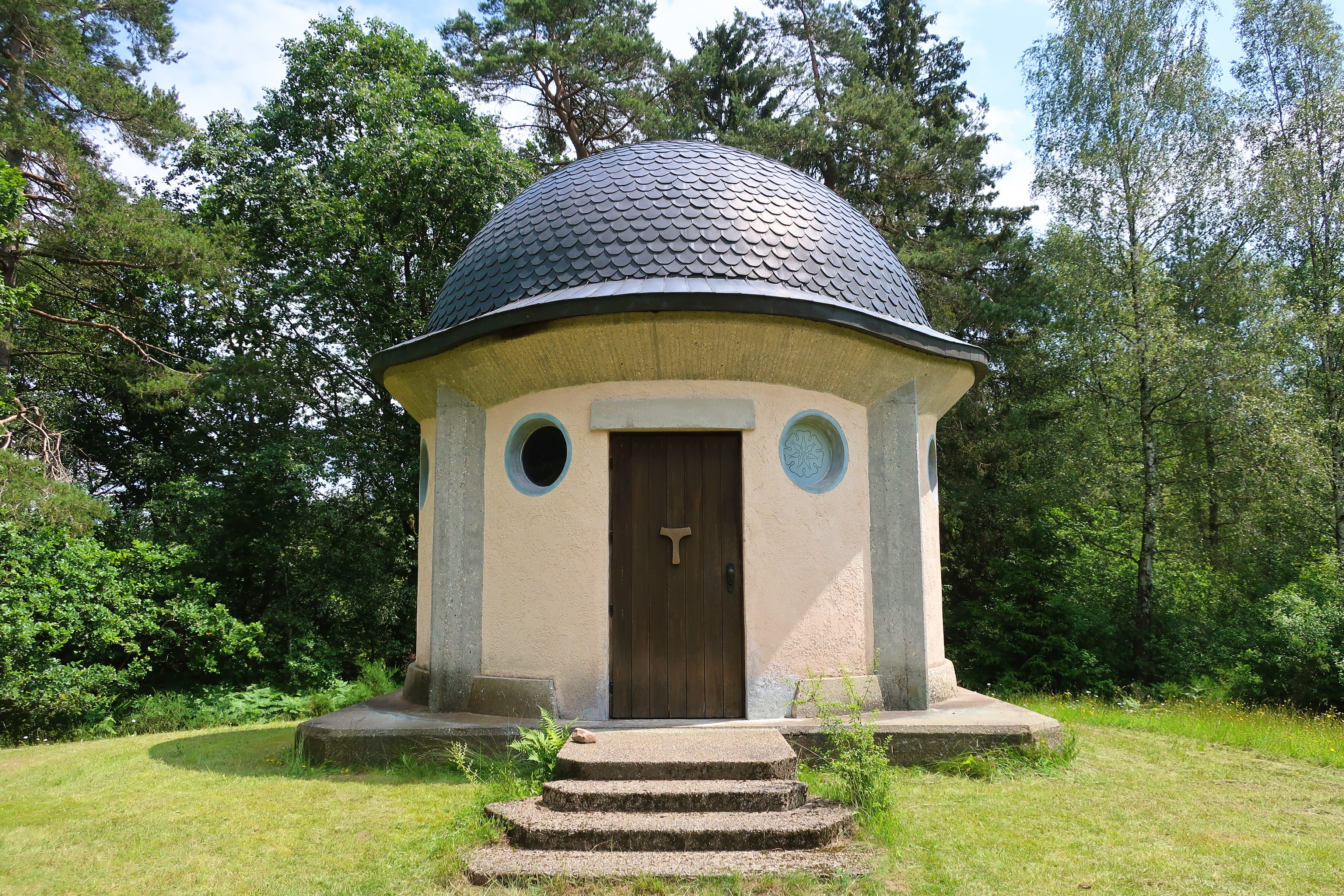
Grabkapelle in Weißenseifen

Günther Manckes Arbeiten umfassen das weite Gebiet zwischen freier und angewandter Kunst, die in allen Materialien realisiert wurden. „Hier ist ein vielseitiger Künstler am Werk, ein Visionär und ein Tüftler. Ihm geht es um...Gestaltung“
Mit seinen Schülern erarbeitete Mancke u. a. Aspekte der Evolutionsbiologie und der morphologischen Osteologie als Grundlage für ihre bildnerische Arbeit. Im angewandten Bereich entwickelte und baute Mancke mit seinen Schülern den Archetypus einer Wohnzelle, erprobte neue Betone für eine plastische Architektur.
„Hier erarbeiten sich Studenten der Alanus-Hochschule Bonn mit ihrem Dozenten Mancke Grundlagen der plastischen Gestaltung oder beschäftigen sich mit architektonischen Problemstellungen.“
Manckes Architekturentwürfe, im Stil des organischen Bauens, sind teilweise in der Künstlersiedlung realisiert worden. Hervorzuheben ist die Grabkapelle in Weißenseifen, die nach Entwürfen und Gestaltungsprinzipien Manckes 1994–1996 Jahren erbaut wurde.
Die „Therapeutischen Werkstätten“ des Haus Michaels in Weißenseifen wurden nach Entwürfen und Gestaltungsvorgaben von Mancke in den Jahren 1993–1995 erbaut. Auch der Festsaal mit Bühne basiert auf Planung und Gestaltung von Mancke.
Zum Schutz der natürlichen Lebensprozesse der Bienenvölker entwickelte Günther Mancke den „Weissenseifener Hängekorb“, „The Sun Hives“ (Sonnenstock). Die Verbindung von künstlerischem Tun mit wesensgemäßen Naturbeobachtungen machten diese Entwicklung möglich.
„Kunst und Imkerei... der Zusammenhang ist nicht sofort zu erkennen, doch Mancke hat die Bienen beobachtet...hat ihn angeregt, etwas Neues zu entwickeln.“
Die Broschüre „Der Weissenseifener Hängekorb, eine Alternative“ ist bisher in 5 Sprachen veröffentlicht worden.

## Arbeiten im öffentlichen Raum (Auswahl)
1960 Stein-Mahnmal; Irrel, Rheinland-Pfalz
1960 Denkmal; Gerolstein, Rheinland-Pfalz
1960 Kirchenportal; Düsseldorf, Nordrhein-Westfalen
1966 Steinstatue; Gemeinde Prüm, Rheinland-Pfalz
1968 Kirchenrelief; Kreis Coesfeld, Nordrhein-Westfalen
1976 Kupferplastik; Daleiden, Rheinland-Pfalz
1976 Statue; Bitburg, Rheinland-Pfalz.
Mancke erschuf die monumentale Statue „Treverer“ vor der Kreisverwaltung Bitburg. Dargestellt wird ein reitender Treverer. Geplant war die Erstellung der Statue auf dem Marktplatz in Bitburg. Der Stifter, Dr. Hanns Simon (Dr.-Hanns-Simon-Stiftung) setzte sich für den Standort an der alten Römerstraße ein (Köln-Trier), dem Standort der Kreisverwaltung Bitburg.
An der Fischermühle in Rosenfeld (Baden-Württemberg) wurde im Herbst 2015 das Kunstwerk/Plastik Biene-Kosmos errichtet.
1975 Werkschau; Westfalenhalle Dortmund, Nordrhein-Westfalen
1962 II. Ausstellung des Künstlerkreises Daun

## Lehrtätigkeit
Seit Gründung der Alanuns-Hochschule 1973 in Alfter/Bonn war Mancke Dozent und unterrichtete 25 Jahre Kunststudenten im Sommersemester sowie angehende Studenten in Weißenseifen. Daneben stehen jahrelange Tätigkeiten in der Ausbildungs-, Schul- und Kursarbeit.
Ab 1990 Tätigkeiten in Rumänien: Lehrerseminar in Bukarest, Sommerakademie und Steinepochen in Cluj-Napoca (Studenten/Alanus-Hochschule)

## Schriften
- Hans Voss, Illustrationen von Günther Mancke: Ilja von Murom. Ein Epos, Info 3, 1982. ISBN 978-3-925193-01-9
- Legenda Sindrilei. Eine Geschichte aus dem alten Rumänien. (deutsch-rumänisch) Werkgemeinschaft Kunst u. Heilpädagogik, 1994. ISBN 978-3-925193-34-7
- Der Weissenseifener Hängekorb. Grundlagen und Arbeitsanleitung, Werkgemeinschaft Kunst und Heilpädagogik Weißenseifen, 1996. ISBN 978-3-925193-42-2
- Coverbild für The sun hive (englisch), Natural Beekeeping Trust, Ashurstwood, 2014. ISBN 978-3-00-038918-4
- De Weissenseifener hangkorf: een alternatief (niederländisch), Mijnbestseller.nl, 2017. ISBN 978-94-6342-873-6
- Den hängande bikupan (schwedisch), Books on Demand, 2018. ISBN 978-91-7699-826-7
- La Ruche solaire ou Sun hive – Un cocon pour nos abeilles! (französisch), De Terran, 2018. ISBN 978-2-35981-111-7
- Stupul Soarelui (rumänisch), Sens, 2023. ISBN 978-606-9078-36-5